# Фройденталер, Петер
Петер Фройденталер (нем. Peter Freudenthaler, род. 19 февраля 1963, Пфорцхайм, Баден-Вюртемберг) — немецкий рок-музыкант, наиболее известный как один из основателей поп-рок-группы Fool's Garden, в которой он играет роль вокалиста и клавишника. Он является автором песни «Lemon Tree», прославившей коллектив и, в частности, его на весь мир. Помимо участия в Fool's Garden Фройденталер также сотрудничал с рядом немецких музыкальных исполнителей.
Петер Фройденталер окончил старшую школу Hebel Gymnasium в Пфорцхайме, а позже в 1990 году поступил в штутгартский университет, где он познакомился с Фолькером Хинкелем, вместе с которым в 1991 году они основали Fool's Garden.
В 2012 году Александр Русаков в своей книге «Кто есть кто, или МУЗПРОСВЕТ в глобальной современной популярной музыке» поставил Петера Фройденталера на 792 место в списке 1000 лучших музыкантов глобальной современной популярной музыки за участие в составе Fool's Garden. В 2017 году за заслуги перед Пфорцхаймом Петер был награждён Медалью Портуса.

## Биография

### Детство и ранние коллективы

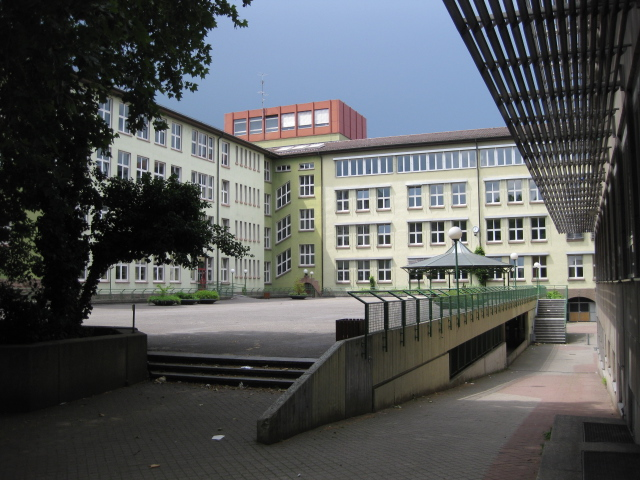
Hebel Gymnasium Pforzheim — старшая школа, в которой учился Петер Фройденталер.

Петер родился 19 февраля 1963 года в небольшом немецком городке Пфорцхайм в Баден-Вюртемберге. Семья Фройденталера была религиозной, и с ранних лет он исповедовал протестантство. Также его семья была тесно связана с музыкой: его прадед был дирижёром и хормейстером. В четыре года Петер стал поклонником Хайнтье и загорелся желанием стать певцом. В семь лет он начал обучаться игре на фортепиано, родители оплачивали его уроки даже несмотря на финансовые проблемы. У Петера также жил дядя в Дрездене, и в детстве он периодически ездил с семьёй в ГДР, чтобы навестить его.
В 1974 году Фройденталер оказался впечатлённым Чемпионатом мира по футболу, проведённым в ФРГ. У него также было желание играть в футбол, однако вскоре обнаружил, что у него было недостаточно навыков. Спустя два года Петер побывал на концерте Status Quo в Зиндельфингене. Коллектив вдохновил Фройденталера на создание собственной группы. Свою первую группу Election, исполнявшую кавер-версии известных песен, он основал в тринадцатилетнем возрасте. В то время Петер ещё не был вокалистом — в Election он играл только на клавишных. Второй коллектив, в котором Фройденталер принимал участие, Demian исполнял уже свои собственные песни. В 1983 году Demian принимали участие в соревновании музыкальных групп, заняв там восьмое место. В том же самом году Петер основал свою третью группу The Stitch. Из-за финансовых трудностей ему приходилось много работать: в благотворительном центре, водителем автопогрузчика. В 1985 году он получил профессию плотника, а с 1986 по 1989 год учился на конструктора фортепьяно.
Уже в составе The Stitch Фройденталер начал писать свои собственные песни: «Sandy» и «Tell Me Who I Am». В скором времени из-за разногласий в коллективе The Stitch распались. В 1990 году Петер поступил в штутгартский университет для изучения мультимедиа-технологий, чтобы создавать свои собственные видео-клипы. В следующем году он познакомился с Фолькером Хинкелем, поступившим на второй курс обучения. Хинкель так же, как и Фройденталер занимался созданием музыки и имел свой проект Magazine. Прослушав записи друг друга, оба музыканта решили продолжить творческий путь вместе, и спустя некоторое время Хинкель пригласил Фройденталера в Magazine.

«Мы выяснили, что у нас обоих была большая слабость к музыке и что мы жили всего лишь в трёх километрах друг от друга в детские годы. Мы начали писать песни вместе и вскоре обнаружили, что у нас это хорошо получается. Так что это было что-то вроде судьбоносной встречи». Оригинальный текст (нем.)Wir stellten fest, dass wir beide einen großen Faible für Musik haben und dass wir seit Kindheitstagen geographisch gesehen nur 3 Kilometer voneinander entfernt leben. Wir fingen an gemeinsam Songs zu schreiben und haben auch hier relativ schnell festgestellt.
— из интервью Петера Фройденталера.
Петер был потрясён высоким качеством демо-записей Фолькера, поэтому с его помощью вдвоём они перезаписали «Sandy» и «Tell Me Who I Am». Через некоторое время Хинкель с Фройденталером натолкнулись на объявление в газете, в котором предлагалось записать альбом за 130 немецких марок. Так появился альбом Magazine. Этот альбом, изданный ограниченным тиражом, стал предпосылкой к выпуску в 1991 году промо-диска Fool's Garden — Man In a Cage (сокращённо просто Fool's Garden). В честь нового альбома Magazine был переименован в Fool's Garden.

### В составе Fool's Garden
С 1991 года по настоящее время Петер Фройденталер участвовал в записи и выпуске 9 студийных альбомов Fool's Garden. Музыкальная деятельность в составе этого коллектива сделала Петера известным на весь мир. Связано это было с выпуском сингла с песней «Lemon Tree», написанной Фройденталером, в 1995 году. По словам автора, сюжет песни был основан на реальном примере из жизни, а саму песню он сочинил, когда ожидал свою девушку. Песня стала крупным хитом, попала в музыкальные хит-парады по всему миру, транслировалась на радиостанциях и была распродана крупным тиражом. Журнал Новый очевидец признал «Lemon Tree» главным немецким хитом 90-х годов.

— Кстати, Петер, как была написана Lemon Tree? Ты, должно быть, сидел на лимонном дереве...
— Нет, вы не поверите, но я сидел в своей комнатушке в родном поселке, в спальне стояло пианино, был очередной воскресный день, лил дождь, я ждал свою подружку, а она все не шла...
— Ты сейчас цитируешь первый куплет.
— А оно все так и было. Чтобы скоротать время, я начал тренькать на пианино и напевать: «I wonder how I wonder why...» И через 15-20 минут сама собой сочинилась песня.
— Девушка-то пришла тогда?
— Не-а...— диалог журналистов из газеты Час и Петера Фройденталера.
В декабре 1995 года у Фройденталера родилась дочь. В день родов поклонники группы пришли к дому музыканта и распевали песню «Lemon Tree» у него под окном.
Песня «Lemon Tree» стала хитом незадолго до начала выпускных экзаменов в штутгартском университете. Для того, чтобы полностью посвящать время музыке, Фройденталеру пришлось отчислиться из университета. Хотя, по его словам, уже со второго семестра обучения учёба для него отошла на второй план, так как уже тогда он начал посвящать большую часть своего времени игре в группе. Доходы от музыкальной деятельности были достаточны для того, чтобы в 1996 году Петер мог уволиться с основной работы и стать профессиональным музыкантом. По словам музыканта, одной из первых покупок на вырученные с продаж Dish of the Day и «Lemon Tree» деньги стал Mercedes-Benz W210 за 50 тысяч немецких марок. Телеканал Zweites Deutsches Fernsehen заявляет, что Фройденталер ежегодно получает 50 тысяч евро в качестве авторских отчислений.
После коммерческого успеха «Lemon Tree» и Dish of the Day Петер Фройденталер вместе с Fool's Garden отправился в мировой концертный тур, отыграв более 100 выступлений по всему миру. Однако, коллектив, фронтменом которого Фройденталер выступает и по сей день, не смог повторить успеха своего единственного хита. В интервью для газеты Bild музыкант признался, что он был «практически счастлив» по поводу того, что Fool's Garden не добились повторного успеха, так как ему приходилось проводить очень долгое время в гастролях вдали от семьи. По его словам, это позволило ему сконцентрироваться на действительно важных вещах, например, он смог увидеть, как росли его дети.

### Деятельность вне Fool's Garden
В 2003 году Фройденталер записал бэк-вокал для песни «74 Minutes» немецкой синти-поп-группы Camouflage, которая была выпущена на альбоме Sensor. Также в записи гитарных партий для двух других песен из альбома участвовал Фолькер Хинкель.
«Я не знал, что ребята будут играть мои песни «Lemon Tree» и «Probably». Я думал, мы вместе споем только две песни «Эдипова Комплекса». Это был потрясающий сюрприз. Мне показалось, как будто мой гитарист играл вместе со мной».
В 2006 году в Москве Петер Фройденталер стал специальным гостем на презентации альбома Lost&Found российской рок-группы Эдипов Комплекс. Также он принял участие в записи песен «All That I Can See» и «Smile» с этого альбома. Также на презентации Петер с Эдиповым Комплексом исполнили песни «Lemon Tree» и «Probably» из репертуара Fool's Garden. Также в 2006 году Фройденталер записал вокальные партии для песни «Didgeridoo» из альбома The Big Flow немецкого музыканта Гельмута Гаттлера. Фройденталер познакомился с Гаттлером в 1995 году на концерте, также до этого Гаттлер участвовал в записи бас-гитарных партий для песен из альбома Fool's Garden 25 Miles to Kissimmee.
В 2015 году Петер принял участие в благотворительном велозабеге Lila Logistik Charity Bike Cup, средства от которой были отправлены на лечение детей-инвалидов, а также на поддержку детей из социально незащищённых слоёв населения.
В 2016 году Фройденталер участвовал в международном экспертном жюри в литовском национальном отборе для международного конкурса Евровидения-2016. В следующем году Петер Фройденталер был приглашён принять участие в записи песни «Goldstadtsong», посвящённой его родному городу Пфорцхайму, а также в съёмках видеоклипа к этой песне.
В 2018 году музыкант принял участие в записи шестнадцатого студийного альбома Zwischen den Welten немецкой поп-рок-группы Pur. Он продержался 34 недели в немецком чарте альбомов, поднявшись на 2 строчку, а также попал в чарты Австрии и Швейцарии. В октябре Петер был приглашён в музыкальное шоу «Smash Hits», посвящённое наиболее известным музыкальным исполнителям Германии в 1990-х годах, в качестве участника Fool's Garden. В декабре того же года Фройденталер был включён в жюри конкурса лучшей рождественской песни 2018 года от SWR1. Также 5 декабря, в Международный день добровольцев во имя экономического и социального развития, Петер Фройденталер взял на себя руководство крупной благотворительной акцией в Штутгарте.
23 марта 2019 года Фройденталер совместно с вокалистом и гитаристом немецкой группы You Гарри Кленком выступил в Книтлингене. Дуэт презентовал слушателям как песни Fool's Garden и You, так и другие известные песни различных исполнителей за последние 40 лет. В том же году музыкант в очередной раз принял участие в Lila Logistik Charity Bike Cup. Летом 2019 года Петер участвовал в написании текстов песен для нового альбома грузино-немецкой певицы Натии Тодуа, а также записал бэк-вокальные партии для альбома Aus Der Zeit Gefallen немецкого певца Штефана Ваггерсхаузена. В ноябре Фройденталер принял участие в концерте «Udopium Orchester» в Лауде-Кёнигсхофене с такими немецкими исполнителями, как Йоханна Стивенс Шварцвальд, Анке Динкель и Дэнни Маккой. В том же году Петер выступил на концерте памяти Эдо Занки, которого называют «крёстным отцом немецкого соула». Двумя годами ранее певец принимал участие в записи его альбома Playing For Hope.
Также в апреле 2019 года Петер Фройденталер принял участие в съёмках короткометражного документального фильма о заболеваниях спины, а также поучаствовал в обсуждении данного заболевания в Congress Centrum Pforzheim перед 400 слушателями. За восемь лет до этого музыкант сам перенёс грыжу межпозвоночного диска, но благодаря хорошей физиотерапии и длительным упражнениям проблему удалось взять под контроль.
10 апреля 2020 года музыкант был приглашён в музыкальную телепрограмму «Квартирник НТВ у Маргулиса» вместе с российской рок-группой «Зодчие». Фройденталер исполнил песню «Lemon Tree», а лидер «Зодчих» Юрий Давыдов поделился со зрителями историей его знакомства с Фройденталером. 26 апреля Петер принял участие марафоне «СПАСИБО ВРАЧАМ», организованном радио «Комсомольская правда» с привлечением множества исполнителей российской и зарубежной эстрады. Марафон проводился в качестве поддержки и выражения благодарности врачам, борющимися с пандемией коронавируса.

## Семья и личная жизнь
У Петера Фройденталера есть две дочери и сын. При этом, по состоянию на 2005 год, в официальном браке он не состоял: в одном из интервью музыкант сказал, что его первая дочь была незапланированным ребёнком, и, по его словам, обязательство жениться после рождения ребёнка было глупым. Фройденталер жил в незарегистрированном браке, что устраивало его сожительницу и их дочерей. По состоянию на 2018 год, Петер со своей супругой находятся в официальном браке. Как пишет портал InTouch.de, Фройденталеру удаётся совмещать музыкальную карьеру и семью. В качестве примера был приведён тот факт, что видеоклип для песни «Save the World Tomorrow» был снят прямо в его доме в Этисхайме.
Петер Фройденталер посвятил песни каждому из своих детей. В частности, Петер посвятил песню «Nothing» из альбома Go and Ask Peggy for the Principal Thing своей младшей дочери, а песня «All We Are» из альбома Rise and Fall была посвящена его сыну. Также музыкант посвятил композицию «Water» из альбома Who Is Jo King? своему покойному отцу.

## Религиозные и политические взгляды
«Я много чего изучал в своей жизни, знаю химию, историю, религию, музыку, но всё равно я задаюсь теми же самыми вопросами, что и тогда, когда я был ребёнком, но часто я чувствую себя даже более отдалённым от ответов, чем раньше. Вы всегда должны быть гибкими, всегда находить другие способы и объяснительные модели. Может быть, нам не нужны объяснительные модели, а мы должны наслаждаться жизнью в ее красоте и не подвергать всё сомнению, а осознанно идти по миру. Тогда вы просто почувствуете этот божественный мир».
Петер Фройденталер исповедует протестантство, несмотря на то что он воспитывался в католической деревне. В детстве музыкант был очень впечатлён пастором деревни, посещал католические мероприятия и даже собирался перейти в католичество. По его словам, «должно быть что-то, что человек не может понять рационально». Касательно церкви музыкант считает, что её существование имеет большое значение, однако церковь как организация зачастую не достигает людей и во многом сложна для того, чтобы людям чувствовалось в ней комфортно. Рассуждая о Боге, Фройденталер сказал, что для него Бог — это «то, что окружает его, чего он не может понять, но что находит невероятно красивым». Музыкант не поддерживает концепцию о том, что существует олицетворённый Бог, который живёт на Небесах и защищает людей. Также он заявил, что явление Бога помогает детям ответить на многие вопросы касательно их происхождения и жизни.
В интервью для портала Jesus.de Фройденталер также прокомментировал, что всегда считал глупым, когда люди, не посещающие церковь в течение целого года, отмечают Рождество и Пасху.
Петер Фройденталер является сторонником антифашизма и поддерживает альянс «Pforzheim nazifrei», который препятствует распространению влияния ультранационалистической партии «Правые — Партия за Референдум, Суверенитет и Защиту Родины» (нем. Die Rechte – Partei für Volksabstimmung, Souveränität und Heimatschutz). Он принимал участие в концерте против политики этой партии в феврале 2019 года в доме культуры Остерфельд в Пфорцхайме. Тем не менее, Фройденталер выступает за демократический диалог с теми, кто поддерживает политический курс «Правых». По его мнению, главной задачей концерта в Остерфельде было привлечь внимание к своей «великой стране».